# Leucolinum trinidadense
Leucolinum trinidadense är en mångfotingart som beskrevs av Chamberlin 1945. Leucolinum trinidadense ingår i släktet Leucolinum och familjen Ballophilidae. Inga underarter finns listade i Catalogue of Life.